# Stridsvagn 74
Der Stridsvagn 74 (Strv 74) ist ein schwedischer Kampfpanzer aus den 1950er-Jahren.

## Geschichte
Das Fahrzeug stellte im Wesentlichen eine Weiterentwicklung des in den 1950er-Jahren veralteten Panzers Stridsvagn m/42 dar, welcher im selben Jahrzehnt bei den Panzertruppen ausgemustert wurde. Es war geplant, den Stridsvagn 74 als Ergänzung zu den neu angeschafften Stridsvagn 81 zu verwenden. In den 1970er-Jahren wurde der Strv 74 schrittweise mehr und mehr vom Stridsvagn 101 (ebenfalls eine Centurion-Variante) und vom Stridsvagn 103 ersetzt. Der Panzer wurde schließlich als Infanterieunterstützungsfahrzeug verwendet. Der aktive Dienst beim schwedischen Heer dauerte von 1958 bis 1984. Die Geschütztürme wurden nach ihrer Ausmusterung als Küstenartilleriegeschütze verwendet.
Der Stridsvagn 74 existierte in den Versionen Strv 74 H (mit hydraulischen Getriebe, 155 Exemplare) und Strv 74 V, (mit mechanischen Getriebe, 70 Exemplare).

## Technik

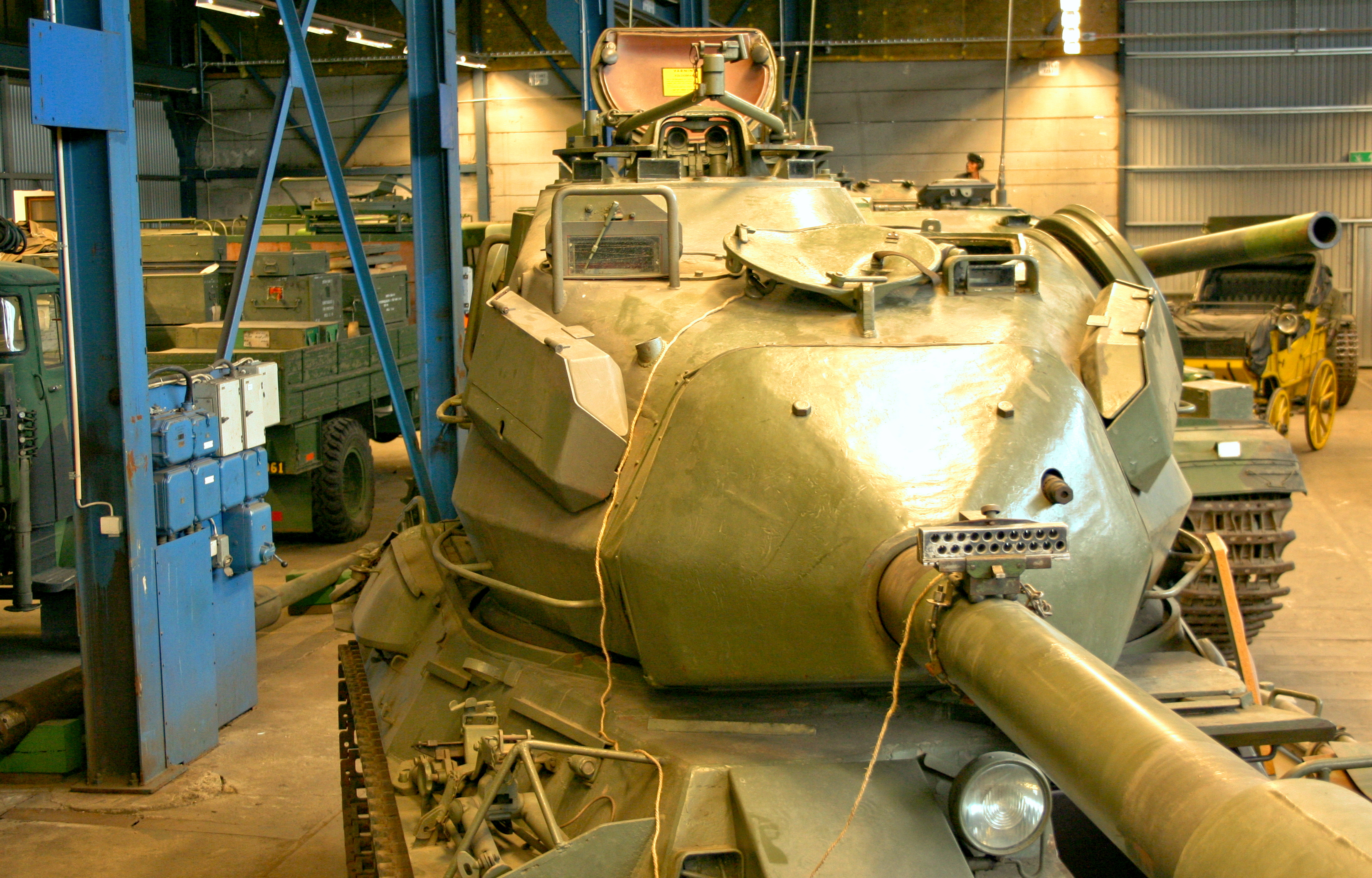
Turm eines Strv 74

Anstatt die 225 auszumusternden Stridsvagn m/42 TM, TH und TV zu verschrotten, wurde entschieden, das Chassis weiter zu verwenden und darauf einen neu entwickelten Turm mit einer 75-mm-Hochgeschwindigkeitskanone zu installieren. Die Kanone basierte auf einem Flugabwehrgeschütz. Das Getriebe sowie der Motor wurden nur geringfügig vom Strv m/42 modifiziert. Es wurden breitere Gleisketten verwendet und ein separater Elektromotor für die Turmrotation eingebaut. Eine manuelle Drehung des Turmes war für alle Fälle dennoch möglich.